# Shyla Jennings
Shyla Jennings (Stuttgart; 16 de junio de 1989) es una actriz pornográfica alemana nacionalizada estadounidense.

## Biografía
Nacida en Stuttgart, en la capital de Baden-Wurtemberg (Alemania), en 1989, Shyla Jennings se refiere comúnmente al estado de Texas como su lugar de acogida.
Jennings debutó en 2009 con la película Barely Legal 102, y ha rodado hasta la fecha más de 530 películas.
Jennings, que se declara abiertamente bisexual, ha destacado por sus exclusivas escenas de temática lesbiana. Por lo general, interpretando el papel de una chica que se inicia en los placeres por una mujer más mayor.
Como actriz, ha trabajado para productoras como Girlsway, New Sensations, Girlfriends Films, Digital Sin, Kick Ass, Hustler, Reality Kings, Evil Angel, Brazzers, Manwin Content o Sweetheart Video, entre otras.
En 2014 y 2016 fue la ganadora en los Premios AVN a la Artista lésbica del año.
En abril del año 2018 fue elegida Pet of the Month de la revista Penthouse.

## Premios y nominaciones
| Año  | Ceremonia    | Resultado | Premio                                   | Trabajo                                         |
| ---- | ------------ | --------- | ---------------------------------------- | ----------------------------------------------- |
| 2012 | Premios AVN  | Nominada  | Mejor escena de sexo lésbico             | Lesbian Psycho Dramas 6                         |
| 2013 | Premios AVN  | Nominada  | Mejor escena de sexo lésbico             | Poor Little Shyla 2                             |
| 2014 | Premios AVN  | Nominada  | Mejor escena de sexo lésbico             | Women Seeking Women 94                          |
| 2014 | Premios AVN  | Ganadora  | Artista lésbica del año                  | —                                               |
| 2014 | Premios AVN  | Nominada  | Mejor escena de sexo lésbico en grupo    | We Live Together.com 28                         |
| 2014 | Premios AVN  | Nominada  | Mejor escena de sexo lésbico en grupo    | Lesbian Fuck Club                               |
| 2015 | Premios AVN  | Nominada  | Artista lésbica del año                  | —                                               |
| 2016 | Premios AVN  | Nominada  | Mejor escena de sexo lésbico en grupo    | Business of Women                               |
| 2016 | Premios AVN  | Nominada  | Mejor escena de sexo lésbico             | Sisterly Love 2                                 |
| 2016 | Premios AVN  | Nominada  | Premio fan: Actriz porno favorita        | —                                               |
| 2016 | Premios AVN  | Ganadora  | Artista lésbica del año                  | —                                               |
| 2016 | Premios XRCO | Nominada  | Mejor artista lésbica                    | —                                               |
| 2016 | Premios XBIZ | Nominada  | Mejor actriz en película lésbica         | Business of Women                               |
| 2016 | Premios XBIZ | Nominada  | Artista lésbica del año                  | —                                               |
| 2017 | Premios AVN  | Nominada  | Mejor escena de sexo lésbico             | The Lesbian Experience: An Unexpected Encounter |
| 2017 | Premios AVN  | Nominada  | Artista lésbica del año                  | —                                               |
| 2017 | Premios AVN  | Nominada  | Premio fan: Artista femenina favorita    | —                                               |
| 2017 | Premios XBIZ | Nominada  | Artista lésbica del año                  | —                                               |
| 2017 | Premios XRCO | Ganadora  | Mejor artista lésbica                    | —                                               |
| 2018 | Premios AVN  | Nominada  | Artista lésbica del año                  | —                                               |
| 2018 | Premios AVN  | Nominada  | Mejor escena de sexo lésbico             | Erotic Encounters 2                             |
| 2018 | Premios AVN  | Nominada  | Mejor escena de sexo lésbico en grupo    | Christmas Spirit                                |
| 2018 | Premios AVN  | Nominada  | Premio fan: Artista femenina favorita    | —                                               |
| 2018 | Premios XRCO | Nominada  | Mejor artista lésbica                    | —                                               |
| 2018 | Premios XBIZ | Nominada  | Artista lésbica del año                  | —                                               |
| 2018 | Premios XBIZ | Nominada  | Mejor actriz en película lésbica         | Vampires                                        |
| 2018 | Premios XBIZ | Nominada  | Mejor escena de sexo en película lésbica | Vampires                                        |
| 2019 | Premios AVN  | Nominada  | Artista lésbica del año                  | —                                               |
| 2019 | Premios AVN  | Nominada  | Mejor escena de sexo lésbico             | Bare                                            |
| 2019 | Premios AVN  | Nominada  | Mejor escena de sexo lésbico en grupo    | The Breast Doctor Around                        |
| 2019 | Premios AVN  | Nominada  | Premio fan: Artista femenina favorita    | —                                               |
| 2019 | Premios XBIZ | Nominada  | Artista lésbica del año                  | —                                               |
| 2019 | Premios XBIZ | Nominada  | Mejor escena de sexo en película lésbica | Deep Delivery                                   |
| 2020 | Premios AVN  | Nominada  | Artista lésbica del año                  | —                                               |
| 2020 | Premios AVN  | Nominada  | Mejor actriz en mediometraje             | The Bully Episodes 3 & 4                        |
| 2020 | Premios AVN  | Nominada  | Mejor escena de sexo lésbico en grupo    | Girlcore                                        |
| 2020 | Premios XBIZ | Nominada  | Artista lésbica del año                  | —                                               |
| 2021 | Premios AVN  | Nominada  | Artista lésbica del año                  | —                                               |
| 2021 | Premios AVN  | Nominada  | Mejor escena de sexo en realidad virtual | Wedding Night Cuckold                           |
| 2021 | Premios XBIZ | Nominada  | Artista lésbica del año                  | —                                               |
| 2021 | Premios XBIZ | Ganadora  | Mejor escena de sexo en realidad virtual | Wedding Night Cuckold                           |